# فيلقية بوسانية
فيلقية بوسانية (الاسم العلمي: Legionella busanensis) هي نوع من البكتيريا يتبع جنس الفيلقية من الفصيلة الفيالقية.
تم عزل هذا البكتيريا لأول مرة في برج تبريد في منطقة بوسان في كوريا الجنوبية.